# WTA Tour 2011
Sony Ericsson WTA Tour představovala elitní tenisový okruh pro profesionálky, organizovaný Ženskou tenisovou asociací (WTA).
Sezóna 2011 zahrnovala turnaje Grand Slamu – organizované Mezinárodní tenisovou federací (ITF), kategorie WTA Premier Tournaments, WTA International Tournaments, dále pak závěrečné turnaje sezóny Commonwealth Bank Tournament of Champions a WTA Tour Championships a týmové soutěže pořádané ITF – Fed Cup společně s Hopmanovým pohárem, z nichž nebyly přidělovány tenistkám body.
Světovou jedničkou ve dvouhře byla na žebříčku WTA po celý rok, vyjma jednoho únorového týdne, Dánka Caroline Wozniacká.
Nejvíce turnajů ve dvouhře vyhrály Petra Kvitová a Caroline Wozniacká (6) a ve čtyřhře pak Květa Peschkeová a Katarina Srebotniková (6).
V pořadí států byla nejúspěšnější Česká republika, když její hráčky získaly celkem 32 turnajových vítězství, druhé Rusko nasbíralo 19 titulů.

## Chronologický přehled turnajů
Legenda
Tabulky měsíců uvádí vítězky a finalistky dvouhry i čtyřhry a dále pak semifinalistky a čtvrtfinalistky dvouhry. Zápis –D/–Q/–Č/–X uvádí počet hráček dvouhry/hráček kvalifikace dvouhry/párů čtyřhry/párů mixu. (ZS) – základní skupina.
| Grand Slam               |
| Závěrečné turnaje sezóny |
| WTA Premier Mandatory    |
| WTA Premier 5            |
| WTA Premier              |
| WTA International        |
| Týmové soutěže           |

### Leden
| Týden od  | Turnaj | Vítězky                                                           | Finalistky                                                         | Semifinalistky                                               | Čtvrtfinalistky                                                                |
| --------- | --- | ----------------------------------------------------------------- | ------------------------------------------------------------------ | ------------------------------------------------------------ | ------------------------------------------------------------------------------ |
| 3. ledna  | Hyundai Hopman Cup Perth, Austrálie Hopman Cup AU$1,000,000 – tvrdý (h) – 8 týmů (ZS)                                                        | USA 2–1                                                           | Belgie (náhradník)                                                 | Skupina A Srbsko (finalista/odstoupilo) Austrálie Kazachstán | Skupina B Spojené království Itálie Francie                                    |
| 3. ledna  | Brisbane International Brisbane, Austrálie WTA International tournaments $220,000 – tvrdý – 32D/32Q/16Č                                      | Petra Kvitová 6–1, 6–3                                            | Andrea Petkovicová                                                 | Marion Bartoliová Anastasia Pavljučenkovová                  | Jarmila Grothová Barbora Záhlavová-Strýcová Dominika Cibulková Lucie Šafářová  |
| 3. ledna  | Brisbane International Brisbane, Austrálie WTA International tournaments $220,000 – tvrdý – 32D/32Q/16Č                                      | Alisa Klejbanovová Anastasia Pavljučenkovová 6–3, 7–5             | Klaudia Jansová Alicja Rosolská                                    | Marion Bartoliová Anastasia Pavljučenkovová                  | Jarmila Grothová Barbora Záhlavová-Strýcová Dominika Cibulková Lucie Šafářová  |
| 3. ledna  | ASB Classic Auckland, Nový Zéland WTA International tournaments $220,000 – tvrdý – 32D/32Q/16Č                                               | Gréta Arnová 6–3, 6–3                                             | Yanina Wickmayerová                                                | Julia Görgesová Pcheng Šuaj                                  | Maria Šarapovová Kateryna Bondarenková Heather Watsonová Simona Halepová       |
| 3. ledna  | ASB Classic Auckland, Nový Zéland WTA International tournaments $220,000 – tvrdý – 32D/32Q/16Č                                               | Květa Peschkeová Katarina Srebotniková 6–3, 6–0                   | Sofia Arvidssonová Marina Erakovićová                              | Julia Görgesová Pcheng Šuaj                                  | Maria Šarapovová Kateryna Bondarenková Heather Watsonová Simona Halepová       |
| 10. ledna | Medibank International Sydney , Austrálie WTA Premier tournaments $618,000 – tvrdý – 30D/48Q/16Č                                             | Li Na 7–6(7–3), 6–3                                               | Kim Clijstersová                                                   | Alisa Klejbanovová Bojana Jovanovská                         | Dominika Cibulková Viktoria Azarenková Světlana Kuzněcovová Flavia Pennettaová |
| 10. ledna | Medibank International Sydney , Austrálie WTA Premier tournaments $618,000 – tvrdý – 30D/48Q/16Č                                             | Iveta Benešová Barbora Záhlavová-Strýcová 4–6, 6–4, [10–7]        | Květa Peschkeová Katarina Srebotniková                             | Alisa Klejbanovová Bojana Jovanovská                         | Dominika Cibulková Viktoria Azarenková Světlana Kuzněcovová Flavia Pennettaová |
| 10. ledna | Moorilla Hobart International Hobart, Australia WTA International tournaments $220,000 – tvrdý – 32D/32Q/16Č                                 | Jarmila Grothová 6–4, 6–3                                         | Bethanie Matteková-Sandsová                                        | Klára Zakopalová Pcheng Šuaj                                 | Marion Bartoliová Roberta Vinciová Sara Erraniová Angelique Kerberová          |
| 10. ledna | Moorilla Hobart International Hobart, Australia WTA International tournaments $220,000 – tvrdý – 32D/32Q/16Č                                 | Sara Erraniová Roberta Vinciová 6–3, 7–5                          | Kateryna Bondarenková Līga Dekmeijereová                           | Klára Zakopalová Pcheng Šuaj                                 | Marion Bartoliová Roberta Vinciová Sara Erraniová Angelique Kerberová          |
| 17. ledna | Australian Open Melbourne, Austrálie Grand Slam A$23,140,000 – tvrdý 128D/96Q/64Č/32X                                                        | Kim Clijstersová 3–6, 6–3, 6–3                                    | Li Na                                                              | Caroline Wozniacká Věra Zvonarevová                          | Francesca Schiavoneová Andrea Petkovicová Agnieszka Radwańská Petra Kvitová    |
| 17. ledna | Australian Open Melbourne, Austrálie Grand Slam A$23,140,000 – tvrdý 128D/96Q/64Č/32X                                                        | Gisela Dulková Flavia Pennettaová 2–6, 7–5, 6–1                   | Viktoria Azarenková Maria Kirilenková                              | Caroline Wozniacká Věra Zvonarevová                          | Francesca Schiavoneová Andrea Petkovicová Agnieszka Radwańská Petra Kvitová    |
| 17. ledna | Australian Open Melbourne, Austrálie Grand Slam A$23,140,000 – tvrdý 128D/96Q/64Č/32X                                                        | Katarina Srebotniková Daniel Nestor 6–3, 3–6, [10–7]              | Čan Jung-žan Paul Hanley                                           | Caroline Wozniacká Věra Zvonarevová                          | Francesca Schiavoneová Andrea Petkovicová Agnieszka Radwańská Petra Kvitová    |
| 31. ledna | Fed Cup by BNP Paribas: čtvrtfinále Hobart, Austrálie, tvrdý Moskva, Rusko, tvrdý (h) Bratislava, Slovensko, tvrdý (h) Antverpy, Belgie, (h) | Vítězné čtvrtfinalistky Itálie 4–1 Rusko 3–2 Česko 3–2 Belgie 4–1 | Poražené čtvrtfinalistky Austrálie Francie Slovensko Spojené státy |                                                              |                                                                                |

### Únor
| Týden od  | Turnaj | Vítězky                                                                        | Finalistky                                               | Semifinalistky                                   | Čtvrtfinalistky                                                                        |
| --------- | --- | ------------------------------------------------------------------------------ | -------------------------------------------------------- | ------------------------------------------------ | -------------------------------------------------------------------------------------- |
| 7. února  | Open GDF Suez Paříž, Francie WTA Premier tournaments $618,000 – tvrdý (h) – 30D/32Q/16Č                                        | Petra Kvitová 6–4, 6–3                                                         | Kim Clijstersová                                         | Kaia Kanepiová Bethanie Matteková-Sandsová       | Jelena Dokićová Dominika Cibulková Yanina Wickmayerová Andrea Petkovicová              |
| 7. února  | Open GDF Suez Paříž, Francie WTA Premier tournaments $618,000 – tvrdý (h) – 30D/32Q/16Č                                        | Bethanie Matteková-Sandsová Meghann Shaughnessyová 6–4, 6–2                    | Věra Duševinová Jekatěrina Makarovová                    | Kaia Kanepiová Bethanie Matteková-Sandsová       | Jelena Dokićová Dominika Cibulková Yanina Wickmayerová Andrea Petkovicová              |
| 7. února  | PTT Pattaya Open Pattaya, Thajsko WTA International tournaments $220,000 – tvrdý – 32D/16Q/16Č                                 | Daniela Hantuchová 6–0, 6–2                                                    | Sara Erraniová                                           | Věra Zvonarevová Roberta Vinciová                | Pcheng Šuaj Akgul Amanmuradovová Galina Voskobojevová Ana Ivanovićová                  |
| 7. února  | PTT Pattaya Open Pattaya, Thajsko WTA International tournaments $220,000 – tvrdý – 32D/16Q/16Č                                 | Sara Erraniová Roberta Vinciová 3–6, 6–3, [10–5]                               | Sun Šeng-nan Čeng Ťie                                    | Věra Zvonarevová Roberta Vinciová                | Pcheng Šuaj Akgul Amanmuradovová Galina Voskobojevová Ana Ivanovićová                  |
| 14. února | Dubai Duty Free Tennis Championships Dubaj, Spojené arabské emiráty WTA Premier 5 tournaments $2,050,000 – tvrdý – 56D/32Q/24Č | Caroline Wozniacká 6–1, 6–3                                                    | Světlana Kuzněcovová                                     | Jelena Jankovićová Flavia Pennettaová            | Šachar Pe'erová Samantha Stosurová Agnieszka Radwańská Alisa Klejbanovová              |
| 14. února | Dubai Duty Free Tennis Championships Dubaj, Spojené arabské emiráty WTA Premier 5 tournaments $2,050,000 – tvrdý – 56D/32Q/24Č | Liezel Huberová María José Martínezová Sánchezová 7–6(7–5), 6–3                | Květa Peschkeová Katarina Srebotniková                   | Jelena Jankovićová Flavia Pennettaová            | Šachar Pe'erová Samantha Stosurová Agnieszka Radwańská Alisa Klejbanovová              |
| 14. února | Cellular South Cup Memphis, Spojené státy WTA International tournaments $220,000 – tvrdý (h) – 32D/16Q/16Č                     | Magdaléna Rybáriková 6–2, skreč                                                | Rebecca Marinová                                         | Lucie Hradecká Jevgenija Rodinová                | Alexa Glatchová Xenija Pervaková Heather Watsonová Coco Vandewegheová                  |
| 14. února | Cellular South Cup Memphis, Spojené státy WTA International tournaments $220,000 – tvrdý (h) – 32D/16Q/16Č                     | Olga Govorcovová Alla Kudrjavcevová 6–3, 4–6, [10–8]                           | Andrea Hlaváčková Lucie Hradecká                         | Lucie Hradecká Jevgenija Rodinová                | Alexa Glatchová Xenija Pervaková Heather Watsonová Coco Vandewegheová                  |
| 14. února | Copa BBVA-Colsanitas Bogotá, Kolombie WTA International tournaments $220,000 – antuka – 32D/32Q/16Č                            | Lourdes Domínguezová Linová 2–6, 6–3, 6–2                                      | Mathilde Johanssonová                                    | Carla Suárezová Navarrová Petra Martićová        | Sin-jün Chanová Catalina Castañová Beatriz Garcíaová Vidaganyová Laura Pousová Tiová   |
| 14. února | Copa BBVA-Colsanitas Bogotá, Kolombie WTA International tournaments $220,000 – antuka – 32D/32Q/16Č                            | Edina Gallovitsová-Hallová Anabel Medinaová Garriguesová 2–6, 7–6(8–6), [11–9] | Sharon Fichmanová Laura Pousová Tiová                    | Carla Suárezová Navarrová Petra Martićová        | Sin-jün Chanová Catalina Castañová Beatriz Garcíaová Vidaganyová Laura Pousová Tiová   |
| 21. února | Qatar Ladies Open Dauhá, Katar WTA Premier tournaments $721,000 – tvrdý – 28D/32Q/16Č                                          | Věra Zvonarevová 6–4, 6–4                                                      | Caroline Wozniacká                                       | Marion Bartoliová Jelena Jankovićová             | Flavia Pennettaová Pcheng Šuaj Klára Zakopalová Daniela Hantuchová                     |
| 21. února | Qatar Ladies Open Dauhá, Katar WTA Premier tournaments $721,000 – tvrdý – 28D/32Q/16Č                                          | Květa Peschkeová Katarina Srebotniková 7–5, 6–7(2–7), [10–8]                   | Liezel Huberová Naděžda Petrovová                        | Marion Bartoliová Jelena Jankovićová             | Flavia Pennettaová Pcheng Šuaj Klára Zakopalová Daniela Hantuchová                     |
| 21. února | Abierto Mexicano Telcel Acapulco, Mexiko WTA International tournaments $220,000 – antuka – 32D/32Q/16Č                         | Gisela Dulková 6–3, 7–6(7–5)                                                   | Arantxa Parraová Santonjaová                             | Anabel Medinaová Garriguesová Johanna Larssonová | Carla Suárezová Navarrová Laura Pousová Tiová Gréta Arnová Lourdes Domínguezová Linová |
| 21. února | Abierto Mexicano Telcel Acapulco, Mexiko WTA International tournaments $220,000 – antuka – 32D/32Q/16Č                         | Maria Korytcevová Ioana Raluca Olaruová 3–6, 6–1, [10–4]                       | Lourdes Domínguezová Linová Arantxa Parraová Santonjaová | Anabel Medinaová Garriguesová Johanna Larssonová | Carla Suárezová Navarrová Laura Pousová Tiová Gréta Arnová Lourdes Domínguezová Linová |
| 28. února | Monterrey Open Monterrey, Mexiko WTA International tournaments $220,000 – tvrdý – 32D/32Q/16Č                                  | Anastasija Pavljučenkovová 2–6, 6–2, 6–3                                       | Jelena Jankovićová                                       | Polona Hercogová Gisela Dulková                  | Anastasija Sevastovová Olga Govorcovová Xenija Pervaková Gréta Arnová                  |
| 28. února | Monterrey Open Monterrey, Mexiko WTA International tournaments $220,000 – tvrdý – 32D/32Q/16Č                                  | Iveta Benešová Barbora Záhlavová-Strýcová 6–7(8–10), 6–2, [10–6]               | Anna-Lena Grönefeldová Vania Kingová                     | Polona Hercogová Gisela Dulková                  | Anastasija Sevastovová Olga Govorcovová Xenija Pervaková Gréta Arnová                  |
| 28. února | BMW Malaysian Open Kuala Lumpur, Malajsie WTA International tournaments $220,000 – tvrdý (h) – 32D/32Q/16Č                     | Jelena Dokićová 2–6, 7–6(11–9), 6–4                                            | Lucie Šafářová                                           | Michaëlla Krajiceková Jarmila Gajdošová          | Bojana Jovanovská Anne Kremerová Ajumi Moritová Marion Bartoliová                      |
| 28. února | BMW Malaysian Open Kuala Lumpur, Malajsie WTA International tournaments $220,000 – tvrdý (h) – 32D/32Q/16Č                     | Dinara Safinová Galina Voskobojevová 7–5, 2–6, [10–5]                          | Noppawan Lertcheewakarnová Jessica Mooreová              | Michaëlla Krajiceková Jarmila Gajdošová          | Bojana Jovanovská Anne Kremerová Ajumi Moritová Marion Bartoliová                      |

### Březen
| Týden od   | Turnaj | Vítězky                                                      | Finalistky                                         | Semifinalistky                       | Čtvrtfinalistky                                                               |
| ---------- | --- | ------------------------------------------------------------ | -------------------------------------------------- | ------------------------------------ | ----------------------------------------------------------------------------- |
| 7. března  | BNP Paribas Open Indian Wells, Spojené státy WTA Premier Mandatory tournaments $4,500,000 – tvrdý – 96D/48Q/32Č | Caroline Wozniacká 6–1, 2–6, 6–3                             | Marion Bartoliová                                  | Maria Šarapovová Yanina Wickmayerová | Viktoria Azarenková Pcheng Šuaj Šachar Pe'erová Ana Ivanovićová               |
| 7. března  | BNP Paribas Open Indian Wells, Spojené státy WTA Premier Mandatory tournaments $4,500,000 – tvrdý – 96D/48Q/32Č | Sania Mirzaová Jelena Vesninová 6–0, 7–5                     | Bethanie Matteková-Sandsová Meghann Shaughnessyová | Maria Šarapovová Yanina Wickmayerová | Viktoria Azarenková Pcheng Šuaj Šachar Pe'erová Ana Ivanovićová               |
| 21. března | Sony Ericsson Open Miami, Spojené státy WTA Premier Mandatory tournaments $4,500,000 – tvrdý – 96D/48Q/32Č      | Viktoria Azarenková 6–1, 6–4                                 | Maria Šarapovová                                   | Andrea Petkovicová Věra Zvonarevová  | Jelena Jankovićová Alexandra Dulgheruová Agnieszka Radwańská Kim Clijstersová |
| 21. března | Sony Ericsson Open Miami, Spojené státy WTA Premier Mandatory tournaments $4,500,000 – tvrdý – 96D/48Q/32Č      | Daniela Hantuchová Agnieszka Radwańská 7–6(7–5), 2–6, [10–8] | Liezel Huberová Naděžda Petrovová                  | Andrea Petkovicová Věra Zvonarevová  | Jelena Jankovićová Alexandra Dulgheruová Agnieszka Radwańská Kim Clijstersová |

### Duben
| Týden od  | Turnaj | Vítězky                                                                    | Finalistky                                         | Semifinalistky                         | Čtvrtfinalistky                                                                      |
| --------- | --- | -------------------------------------------------------------------------- | -------------------------------------------------- | -------------------------------------- | ------------------------------------------------------------------------------------ |
| 4. dubna  | Family Circle Cup Charleston, Spojené státy WTA Premier tournaments $721,000 – antuka (zelená) – 56D/32Q/16Č       | Caroline Wozniacká 6–2, 6–3                                                | Jelena Vesninová                                   | Jelena Jankovićová Pcheng Šuaj         | Yanina Wickmayerová Christina McHaleová Sania Mirzaová Julia Görgesová               |
| 4. dubna  | Family Circle Cup Charleston, Spojené státy WTA Premier tournaments $721,000 – antuka (zelená) – 56D/32Q/16Č       | Sania Mirzaová Jelena Vesninová 6–4, 6–4                                   | Bethanie Matteková-Sandsová Meghann Shaughnessyová | Jelena Jankovićová Pcheng Šuaj         | Yanina Wickmayerová Christina McHaleová Sania Mirzaová Julia Görgesová               |
| 4. dubna  | Andalucia Tennis Experience Marbella, Španělsko WTA International tournaments $220,000 – antuka – 32D/32Q/16Č      | Viktoria Azarenková 6–3, 6–2                                               | Irina-Camelia Beguová                              | Sara Erraniová Světlana Kuzněcovová    | Dinara Safinová Alexandra Dulgheruová Klára Zakopalová Lara Arruabarrenaová-Vecinová |
| 4. dubna  | Andalucia Tennis Experience Marbella, Španělsko WTA International tournaments $220,000 – antuka – 32D/32Q/16Č      | Nuria Llagosteraová Vivesová Arantxa Parraová Santonjaová 3–6, 6–4, [10–5] | Sara Erraniová Roberta Vinciová                    | Sara Erraniová Světlana Kuzněcovová    | Dinara Safinová Alexandra Dulgheruová Klára Zakopalová Lara Arruabarrenaová-Vecinová |
| 11. dubna | Fed Cup by BNP Paribas: semifinále Moskva, Rusko, tvrdý (h) Charleroi, Belgie, tvrdý (h)                           | Vítězné semifinalistky Rusko 5–0 Česko 3–2                                 | Poražené semifinalistky Itálie Belgie              |                                        |                                                                                      |
| 18. dubna | Porsche Tennis Grand Prix Stuttgart, Německo WTA Premier tournaments $721,000 – antuka (h) – 28D/32Q/16Č           | Julia Görgesová 7–6(7–3), 6–3                                              | Caroline Wozniacká                                 | Agnieszka Radwańská Samantha Stosurová | Andrea Petkovicová Kristina Barroisová Sabine Lisická Věra Zvonarevová               |
| 18. dubna | Porsche Tennis Grand Prix Stuttgart, Německo WTA Premier tournaments $721,000 – antuka (h) – 28D/32Q/16Č           | Sabine Lisická Samantha Stosurová 6–1, 7–6(7–5)                            | Kristina Barroisová Jasmin Wöhrová                 | Agnieszka Radwańská Samantha Stosurová | Andrea Petkovicová Kristina Barroisová Sabine Lisická Věra Zvonarevová               |
| 18. dubna | Grand Prix SAR La Princesse Lalla Meryem Fès, Maroko WTA International tournaments $220,000 – antuka – 32D/32Q/16Č | Alberta Briantiová 6–4, 6–3                                                | Simona Halepová                                    | Kirsten Flipkensová Dinara Safinová    | Nadia Lalamiová Gréta Arnová Melanie Oudinová Anastasija Pivovarovová                |
| 18. dubna | Grand Prix SAR La Princesse Lalla Meryem Fès, Maroko WTA International tournaments $220,000 – antuka – 32D/32Q/16Č | Andrea Hlaváčková Renata Voráčová 6–3, 6–4                                 | Nina Bratčikovová Sandra Klemenschitsová           | Kirsten Flipkensová Dinara Safinová    | Nadia Lalamiová Gréta Arnová Melanie Oudinová Anastasija Pivovarovová                |
| 25. dubna | Barcelona Ladies Open Barcelona, Španělsko WTA International tournaments $220,000 – antuka – 32D/16Q/16Č           | Roberta Vinciová 4–6, 6–2, 6–2                                             | Lucie Hradecká                                     | Laura Pousová Tiová Sara Erraniová     | Virginie Razzanová Polona Hercogová Alberta Briantiová Estrella Cabezaová Candelaová |
| 25. dubna | Barcelona Ladies Open Barcelona, Španělsko WTA International tournaments $220,000 – antuka – 32D/16Q/16Č           | Iveta Benešová Barbora Záhlavová-Strýcová 5–7, 6–4, [11–9]                 | Natalie Grandinová Vladimíra Uhlířová              | Laura Pousová Tiová Sara Erraniová     | Virginie Razzanová Polona Hercogová Alberta Briantiová Estrella Cabezaová Candelaová |
| 25. dubna | Estoril Open Estoril, Portugalsko WTA International tournaments $220,000 – antuka – 32D/32Q/16Č                    | Anabel Medinaová Garriguesová 6–1, 6–2                                     | Kristina Barroisová                                | Johanna Larssonová Monica Niculescuová | Alisa Klejbanovová Alla Kudrjavcevová Klára Zakopalová Jarmila Gajdošová             |
| 25. dubna | Estoril Open Estoril, Portugalsko WTA International tournaments $220,000 – antuka – 32D/32Q/16Č                    | Alisa Klejbanovová Galina Voskobojevová 6–4, 6–2                           | Eleni Daniilidou Michaëlla Krajiceková             | Johanna Larssonová Monica Niculescuová | Alisa Klejbanovová Alla Kudrjavcevová Klára Zakopalová Jarmila Gajdošová             |

### Květen
| Týden od   | Turnaj | Vítězky                                                 | Finalistky                             | Semifinalistky                                   | Čtvrtfinalistky                                                                         |
| ---------- | --- | ------------------------------------------------------- | -------------------------------------- | ------------------------------------------------ | --------------------------------------------------------------------------------------- |
| 2. května  | Mutua Madrileña Madrid Open Madrid, Španělsko WTA Premier Mandatory tournaments $4,500,000 – antuka – 64D/32Q/28Č | Petra Kvitová 7–6(7–3), 6–4                             | Viktoria Azarenková                    | Julia Görgesová Li Na                            | Anastasia Pavljučenkovová Lucie Šafářová Bethanie Matteková-Sandsová Dominika Cibulková |
| 2. května  | Mutua Madrileña Madrid Open Madrid, Španělsko WTA Premier Mandatory tournaments $4,500,000 – antuka – 64D/32Q/28Č | Viktoria Azarenková Maria Kirilenková 6–4, 6–3          | Květa Peschkeová Katarina Srebotniková | Julia Görgesová Li Na                            | Anastasia Pavljučenkovová Lucie Šafářová Bethanie Matteková-Sandsová Dominika Cibulková |
| 9. května  | Internazionali BNL d'Italia Řím, Itálie WTA Premier 5 tournaments $2,050,000 – antuka – 56D/32Q/28Č               | Maria Šarapovová 6–2, 6–4                               | Samantha Stosurová                     | Caroline Wozniacká Li Na                         | Jelena Jankovićová Viktoria Azarenková Gréta Arnová Francesca Schiavoneová              |
| 9. května  | Internazionali BNL d'Italia Řím, Itálie WTA Premier 5 tournaments $2,050,000 – antuka – 56D/32Q/28Č               | Pcheng Šuaj Čeng Ťie 6–2, 6–3                           | Vania Kingová Jaroslava Švedovová      | Caroline Wozniacká Li Na                         | Jelena Jankovićová Viktoria Azarenková Gréta Arnová Francesca Schiavoneová              |
| 16. května | Brussels Open by GDF Suez Brusel, Belgie WTA Premier tournaments $618,000 – antuka – 30D/32Q/16Č                  | Caroline Wozniacká 2–6, 6–3, 6–3                        | Pcheng Šuaj                            | Francesca Schiavoneová Věra Zvonarevová          | Yanina Wickmayerová Ajumi Moritová Sofia Arvidssonová Alexandra Dulgheruová             |
| 16. května | Brussels Open by GDF Suez Brusel, Belgie WTA Premier tournaments $618,000 – antuka – 30D/32Q/16Č                  | Andrea Hlaváčková Galina Voskobojevová 3–6, 6–0, [10–5] | Klaudia Jansová Alicja Rosolská        | Francesca Schiavoneová Věra Zvonarevová          | Yanina Wickmayerová Ajumi Moritová Sofia Arvidssonová Alexandra Dulgheruová             |
| 16. května | Internationaux de Strasbourg Štrasburk, Francie WTA International tournaments $220,000 – antuka – 32D/32Q/16Č     | Andrea Petkovicová 6–4, 1–0 ret.                        | Marion Bartoliová                      | Anabel Medinaová Garriguesová Daniela Hantuchová | Lucie Hradecká Mirjana Lučićová Naděžda Petrovová Maria Kirilenková                     |
| 16. května | Internationaux de Strasbourg Štrasburk, Francie WTA International tournaments $220,000 – antuka – 32D/32Q/16Č     | Akgul Amanmuradovová Čuang Ťia-žung 6–4, 5–7, [10–2]    | Natalie Grandinová Vladimíra Uhlířová  | Anabel Medinaová Garriguesová Daniela Hantuchová | Lucie Hradecká Mirjana Lučićová Naděžda Petrovová Maria Kirilenková                     |
| 23. května | French Open Paříž, Francie Grand Slam €17,226,040 – antuka 128D/96Q/64Č/32X                                       | Li Na 6–4, 7–6(7–0)                                     | Francesca Schiavoneová                 | Marion Bartoliová Maria Šarapovová               | Světlana Kuzněcovová Anastasija Pavljučenkovová Viktoria Azarenková Andrea Petkovicová  |
| 23. května | French Open Paříž, Francie Grand Slam €17,226,040 – antuka 128D/96Q/64Č/32X                                       | Andrea Hlaváčková Lucie Hradecká 6–4, 6–3               | Sania Mirzaová Jelena Vesninová        | Marion Bartoliová Maria Šarapovová               | Světlana Kuzněcovová Anastasija Pavljučenkovová Viktoria Azarenková Andrea Petkovicová  |
| 23. května | French Open Paříž, Francie Grand Slam €17,226,040 – antuka 128D/96Q/64Č/32X                                       | Casey Dellacquová Scott Lipsky 7–6(8–6), 4–6, [10–7]    | Katarina Srebotniková Nenad Zimonjić   | Marion Bartoliová Maria Šarapovová               | Světlana Kuzněcovová Anastasija Pavljučenkovová Viktoria Azarenková Andrea Petkovicová  |

### Červen
| Týden od   | Turnaj | Vítězky                                                      | Finalistky                                | Semifinalistky                        | Čtvrtfinalistky                                                              |
| ---------- | --- | ------------------------------------------------------------ | ----------------------------------------- | ------------------------------------- | ---------------------------------------------------------------------------- |
| 6. června  | AEGON Classic Birmingham, Spojené státy WTA International tournaments $220,000 – tráva – 56D/32Q/16Č      | Sabine Lisická 6–3, 6–2                                      | Daniela Hantuchová                        | Pcheng Šuaj Ana Ivanovićová           | Magdaléna Rybáriková Marina Erakovićová Alison Riskeová Mirjana Lučićová     |
| 6. června  | AEGON Classic Birmingham, Spojené státy WTA International tournaments $220,000 – tráva – 56D/32Q/16Č      | Olga Govorcovová Alla Kudrjavcevová 1–6, 6–1, [10–5]         | Sara Erraniová Roberta Vinciová           | Pcheng Šuaj Ana Ivanovićová           | Magdaléna Rybáriková Marina Erakovićová Alison Riskeová Mirjana Lučićová     |
| 6. června  | e-Boks Sony Ericsson Open Kodaň, Dánsko WTA International tournaments $220,000 – tvrdý (h) – 32D/32Q/16Č  | Caroline Wozniacká 6–1, 6–4                                  | Lucie Šafářová                            | Mona Barthelová Petra Martićová       | Alberta Briantiová Bethanie Matteková-Sandsová Čang Šuaj Aljona Bondarenková |
| 6. června  | e-Boks Sony Ericsson Open Kodaň, Dánsko WTA International tournaments $220,000 – tvrdý (h) – 32D/32Q/16Č  | Johanna Larssonová Jasmin Wöhrová 6–3, 6–3                   | Kristina Mladenovicová Katarzyna Piterová | Mona Barthelová Petra Martićová       | Alberta Briantiová Bethanie Matteková-Sandsová Čang Šuaj Aljona Bondarenková |
| 13. června | AEGON International Eastbourne, Spojené království WTA Premier tournaments $618,000 – tráva – 32D/32Q/16Č | Marion Bartoliová 6–1, 4–6, 7–5                              | Petra Kvitová                             | Samantha Stosurová Daniela Hantuchová | Věra Zvonarevová Viktoria Azarenková Agnieszka Radwańská Venus Williamsová   |
| 13. června | AEGON International Eastbourne, Spojené království WTA Premier tournaments $618,000 – tráva – 32D/32Q/16Č | Květa Peschkeová Katarina Srebotniková 6–3, 6–0              | Liezel Huberová Lisa Raymondová           | Samantha Stosurová Daniela Hantuchová | Věra Zvonarevová Viktoria Azarenková Agnieszka Radwańská Venus Williamsová   |
| 13. června | UNICEF Open 's-Hertogenbosch, Nizozemsko WTA International tournaments $220,000 – tráva – 32D/16Q/16Č     | Roberta Vinciová 6–7(7–9), 6–3, 7–5                          | Jelena Dokićová                           | Romina Oprandiová Dominika Cibulková  | Kimiko Dateová Johanna Larssonová Yanina Wickmayerová Světlana Kuzněcovová   |
| 13. června | UNICEF Open 's-Hertogenbosch, Nizozemsko WTA International tournaments $220,000 – tráva – 32D/16Q/16Č     | Barbora Záhlavová-Strýcová Klára Zakopalová 1–6, 6–4, [10–7] | Dominika Cibulková Flavia Pennettaová     | Romina Oprandiová Dominika Cibulková  | Kimiko Dateová Johanna Larssonová Yanina Wickmayerová Světlana Kuzněcovová   |
| 20. června | Wimbledon Londýn, Spojené království Grand Slam £13,725,000 – tráva 128D/96Q/64Č/16Q/48X                  | Petra Kvitová 6–3, 6–4                                       | Maria Šarapovová                          | Sabine Lisická Viktoria Azarenková    | Dominika Cibulková Marion Bartoliová Tamira Paszeková Cvetana Pironkovová    |
| 20. června | Wimbledon Londýn, Spojené království Grand Slam £13,725,000 – tráva 128D/96Q/64Č/16Q/48X                  | Květa Peschkeová Katarina Srebotniková 6–3, 6–1              | Sabine Lisická Samantha Stosurová         | Sabine Lisická Viktoria Azarenková    | Dominika Cibulková Marion Bartoliová Tamira Paszeková Cvetana Pironkovová    |
| 20. června | Wimbledon Londýn, Spojené království Grand Slam £13,725,000 – tráva 128D/96Q/64Č/16Q/48X                  | Jürgen Melzer Iveta Benešová 6–3, 6–2                        | Mahesh Bhupathi Jelena Vesninová          | Sabine Lisická Viktoria Azarenková    | Dominika Cibulková Marion Bartoliová Tamira Paszeková Cvetana Pironkovová    |

### Červenec
| Týden od     | Turnaj | Vítězky                                                                | Finalistky                                                | Semifinalistky                                 | Čtvrtfinalistky                                                                                  |
| ------------ | --- | ---------------------------------------------------------------------- | --------------------------------------------------------- | ---------------------------------------------- | ------------------------------------------------------------------------------------------------ |
| 4. července  | Poli-Farbe Budapest Grand Prix Budapešť, MaĎarsko WTA International tournaments $220,000 – antuka – 32D/32Q/16Č | Roberta Vinciová 6–4, 1–6, 6–4                                         | Irina-Camelia Beguová                                     | Klára Zakopalová Anabel Medinaová Garriguesová | Zuzana Kučová Kateryna Bondarenková Estrella Cabezaová Candelaová Sara Erraniová                 |
| 4. července  | Poli-Farbe Budapest Grand Prix Budapešť, MaĎarsko WTA International tournaments $220,000 – antuka – 32D/32Q/16Č | Anabel Medinaová Garriguesová Alicja Rosolská 6–2, 6–2                 | Natalie Grandinová Vladimíra Uhlířová                     | Klára Zakopalová Anabel Medinaová Garriguesová | Zuzana Kučová Kateryna Bondarenková Estrella Cabezaová Candelaová Sara Erraniová                 |
| 4. července  | Collector Swedish Open Båstad, Švédsko WTA International tournaments $220,000 – antuka – 32D/32Q/16Č            | Polona Hercogová 6–4, 7–5                                              | Johanna Larssonová                                        | Sofia Arvidssonová Barbora Záhlavová-Strýcová  | María José Martínezová Sánchezová Lourdes Domínguezová Linová Vesna Doloncová Flavia Pennettaová |
| 4. července  | Collector Swedish Open Båstad, Švédsko WTA International tournaments $220,000 – antuka – 32D/32Q/16Č            | Lourdes Domínguezová Linová María José Martínezová Sánchezová 6–3, 6–3 | Nuria Llagosteraová Vivesová Arantxa Parraová Santonjaová | Sofia Arvidssonová Barbora Záhlavová-Strýcová  | María José Martínezová Sánchezová Lourdes Domínguezová Linová Vesna Doloncová Flavia Pennettaová |
| 11. července | Internazionali Femminili di Palermo , Italy WTA International tournaments $220,000 – antuka – 32D/32Q/16Č       | Anabel Medinaová Garriguesová 6–3, 6–2                                 | Polona Hercogová                                          | Flavia Pennettaová Petra Cetkovská             | Cvetana Pironkovová Klára Zakopalová Sara Erraniová Irina-Camelia Beguová                        |
| 11. července | Internazionali Femminili di Palermo , Italy WTA International tournaments $220,000 – antuka – 32D/32Q/16Č       | Sara Erraniová Roberta Vinciová 7–5, 6–1                               | Andrea Hlaváčková Klára Zakopalová                        | Flavia Pennettaová Petra Cetkovská             | Cvetana Pironkovová Klára Zakopalová Sara Erraniová Irina-Camelia Beguová                        |
| 11. července | Gastein Ladies Bad Gastein, Rakousko WTA International tournaments $220,000 – antuka – 32D/32Q/16Č              | María José Martínezová Sánchezová 6–0, 7–5                             | Patricia Mayrová-Achleitnerová                            | Xenija Pervaková Kateryna Bondarenková         | Laura Pousová Tiová Dia Jevtimovová Yvonne Meusburgerová Carla Suárezová Navarrová               |
| 11. července | Gastein Ladies Bad Gastein, Rakousko WTA International tournaments $220,000 – antuka – 32D/32Q/16Č              | Eva Birnerová Lucie Hradecká 4–6, 6–2, [12–10]                         | Jarmila Gajdošová Julia Görgesová                         | Xenija Pervaková Kateryna Bondarenková         | Laura Pousová Tiová Dia Jevtimovová Yvonne Meusburgerová Carla Suárezová Navarrová               |
| 18. července | Baku Cup Baku, Ázerbájdžán WTA International tournaments $220,000 – tvrdý – 32D/32Q/16Č                         | Věra Zvonarevová 6–1, 6–4                                              | Xenija Pervaková                                          | Maria Korytcevová Galina Voskobojevová         | Anna Tatišviliová Kateryna Bondarenková Aravane Rezaïová Anastasija Pavljučenkovová              |
| 18. července | Baku Cup Baku, Ázerbájdžán WTA International tournaments $220,000 – tvrdý – 32D/32Q/16Č                         | Maria Korytcevová Taťána Pučeková 6–3, 2–6, [10–8]                     | Monica Niculescuová Galina Voskobojevová                  | Maria Korytcevová Galina Voskobojevová         | Anna Tatišviliová Kateryna Bondarenková Aravane Rezaïová Anastasija Pavljučenkovová              |
| 25. července | Bank of the West Classic Stanford, Spojené státy WTA Premier tournaments $721,000 – tvrdý – 28D/32Q/16Č         | Serena Williamsová 7–5, 6–1                                            | Marion Bartoliová                                         | Dominika Cibulková Sabine Lisická              | Marina Erakovićová Ajumi Moritová Agnieszka Radwańská Maria Šarapovová                           |
| 25. července | Bank of the West Classic Stanford, Spojené státy WTA Premier tournaments $721,000 – tvrdý – 28D/32Q/16Č         | Viktoria Azarenková Maria Kirilenková 6–1, 6–3                         | Liezel Huberová Lisa Raymondová                           | Dominika Cibulková Sabine Lisická              | Marina Erakovićová Ajumi Moritová Agnieszka Radwańská Maria Šarapovová                           |
| 25. července | Citi Open Washington, D.C., Spojené státy WTA International tournaments $220,000 – tvrdý – 32D/32Q/16Č          | Naděžda Petrovová 7–5, 6–2                                             | Šachar Pe'erová                                           | Tamira Paszeková Irina Falconiová              | Alberta Briantiová Stéphanie Duboisová Virginie Razzanová Bojana Jovanovská                      |
| 25. července | Citi Open Washington, D.C., Spojené státy WTA International tournaments $220,000 – tvrdý – 32D/32Q/16Č          | Sania Mirzaová Jaroslava Švedovová 6–3, 6–3                            | Olga Govorcovová Alla Kudrjavcevová                       | Tamira Paszeková Irina Falconiová              | Alberta Briantiová Stéphanie Duboisová Virginie Razzanová Bojana Jovanovská                      |

### Srpen
| Týden od  | Turnaj | Vítězky                                                 | Finalistky                                | Semifinalistky                            | Čtvrtfinalistky                                                                                |
| --------- | --- | ------------------------------------------------------- | ----------------------------------------- | ----------------------------------------- | ---------------------------------------------------------------------------------------------- |
| 1. srpna  | Mercury Insurance Open San Diego, United States WTA Premier tournaments $721,000 – tvrdý – 56D/32Q/16Č       | Agnieszka Radwańská 6–3, 6–4                            | Věra Zvonarevová                          | Ana Ivanovićová Andrea Petkovicová        | Sabine Lisická Pcheng Šuaj Daniela Hantuchová Sloane Stephensová                               |
| 1. srpna  | Mercury Insurance Open San Diego, United States WTA Premier tournaments $721,000 – tvrdý – 56D/32Q/16Č       | Květa Peschkeová Katarina Srebotniková 6–0, 6–2         | Raquel Kopsová-Jonesová Abigail Spearsová | Ana Ivanovićová Andrea Petkovicová        | Sabine Lisická Pcheng Šuaj Daniela Hantuchová Sloane Stephensová                               |
| 8. srpna  | Rogers Cup Toronto, Kanada WTA Premier 5 tournaments $2,050,000 – tvrdý – 56D/64Q/28Č                        | Serena Williamsová 6–4, 6–2                             | Samantha Stosurová                        | Agnieszka Radwańská Viktoria Azarenková   | Roberta Vinciová Andrea Petkovicová Galina Voskobojevová Lucie Šafářová                        |
| 8. srpna  | Rogers Cup Toronto, Kanada WTA Premier 5 tournaments $2,050,000 – tvrdý – 56D/64Q/28Č                        | Liezel Huberová Lisa Raymondová walkover                | Viktoria Azarenková Maria Kirilenková     | Agnieszka Radwańská Viktoria Azarenková   | Roberta Vinciová Andrea Petkovicová Galina Voskobojevová Lucie Šafářová                        |
| 15. srpna | Western & Southern Open Cincinnati, Spojené státy WTA Premier 5 tournaments $2,050,000 – tvrdý – 56D/48Q/28Č | Maria Šarapovová 4–6, 7–6(7–3), 6–3                     | Jelena Jankovićová                        | Andrea Petkovicová Věra Zvonarevová       | Naděžda Petrovová Pcheng Šuaj Samantha Stosurová Daniela Hantuchová                            |
| 15. srpna | Western & Southern Open Cincinnati, Spojené státy WTA Premier 5 tournaments $2,050,000 – tvrdý – 56D/48Q/28Č | Vania Kingová Jaroslava Švedovová 6–4, 3–6, [11–9]      | Natalie Grandinová Vladimíra Uhlířová     | Andrea Petkovicová Věra Zvonarevová       | Naděžda Petrovová Pcheng Šuaj Samantha Stosurová Daniela Hantuchová                            |
| 22. srpna | New Haven Open at Yale New Haven, Spojené státy WTA Premier tournaments $618,000 – tvrdý – 28D/32Q/16Č       | Caroline Wozniacká 6–4, 6–1                             | Petra Cetkovská                           | Francesca Schiavoneová Li Na              | Christina McHaleová Anabel Medinaová Garriguesová Marion Bartoliová Anastasija Pavljučenkovová |
| 22. srpna | New Haven Open at Yale New Haven, Spojené státy WTA Premier tournaments $618,000 – tvrdý – 28D/32Q/16Č       | Čuang Ťia-žung Olga Govorcovová 7–5, 6–2                | Sara Erraniová Roberta Vinciová           | Francesca Schiavoneová Li Na              | Christina McHaleová Anabel Medinaová Garriguesová Marion Bartoliová Anastasija Pavljučenkovová |
| 22. srpna | Texas Tennis Open Dallas, Spojené státy WTA International tournaments $220,000 – tvrdý – 32D/32Q/16Č         | Sabine Lisická 6–2, 6–1                                 | Aravane Rezaïová                          | Angelique Kerberová Irina-Camelia Beguová | Johanna Larssonová Elena Baltachová Anastasija Sevastovová Kateryna Bondarenková               |
| 22. srpna | Texas Tennis Open Dallas, Spojené státy WTA International tournaments $220,000 – tvrdý – 32D/32Q/16Č         | Alberta Briantiová Sorana Cîrsteaová 7–5, 6–3           | Alizé Cornetová Pauline Parmentierová     | Angelique Kerberová Irina-Camelia Beguová | Johanna Larssonová Elena Baltachová Anastasija Sevastovová Kateryna Bondarenková               |
| 29. srpna | US Open New York, Spojené státy Grand Slam $22,668,000 – tvrdý 128D/128Q/64Č/32X                             | Samantha Stosurová 6–2, 6–3                             | Serena Williamsová                        | Caroline Wozniacká Angelique Kerberová    | Andrea Petkovicová Anastasia Pavljučenkovová Flavia Pennettaová Věra Zvonarevová               |
| 29. srpna | US Open New York, Spojené státy Grand Slam $22,668,000 – tvrdý 128D/128Q/64Č/32X                             | Liezel Huberová Lisa Raymondová 4–6, 7–6(7–5), 7–6(7–3) | Vania Kingová Jaroslava Švedovová         | Caroline Wozniacká Angelique Kerberová    | Andrea Petkovicová Anastasia Pavljučenkovová Flavia Pennettaová Věra Zvonarevová               |
| 29. srpna | US Open New York, Spojené státy Grand Slam $22,668,000 – tvrdý 128D/128Q/64Č/32X                             | Melanie Oudinová Jack Sock 7–6(7–4), 4–6, [10–8]        | Gisela Dulková Eduardo Schwank            | Caroline Wozniacká Angelique Kerberová    | Andrea Petkovicová Anastasia Pavljučenkovová Flavia Pennettaová Věra Zvonarevová               |

### Září
| Týden od | Turnaj | Vítězky                                                    | Finalistky                             | Semifinalistky                         | Čtvrtfinalistky                                                             |
| -------- | --- | ---------------------------------------------------------- | -------------------------------------- | -------------------------------------- | --------------------------------------------------------------------------- |
| 12. září | Tashkent Open Taškent, Uzbekistán WTA International tournaments $220,000 – tvrdý – 32D/32Q/16Č                | Xenija Pervaková 6–3, 6–1                                  | Eva Birnerová                          | Urszula Radwańská Alla Kudrjavcevová   | Victoria Larrièreová Eleni Daniilidou Valeria Savinychová Sorana Cîrsteaová |
| 12. září | Tashkent Open Taškent, Uzbekistán WTA International tournaments $220,000 – tvrdý – 32D/32Q/16Č                | Eleni Daniilidou Vitalija Ďjačenková 6–4, 6–3              | Ljudmyla Kičenoková Naděžda Kičenoková | Urszula Radwańská Alla Kudrjavcevová   | Victoria Larrièreová Eleni Daniilidou Valeria Savinychová Sorana Cîrsteaová |
| 12. září | Bell Challenge Québec, Kanada WTA International tournaments $220,000 – tvrdý (h) – 32D/32Q/16Č                | Barbora Záhlavová-Strýcová 4–6, 6–1, 6–0                   | Marina Erakovićová                     | Tamira Paszeková Michaëlla Krajiceková | Daniela Hantuchová Heather Watsonová Rebecca Marinová Andrea Hlaváčková     |
| 12. září | Bell Challenge Québec, Kanada WTA International tournaments $220,000 – tvrdý (h) – 32D/32Q/16Č                | Raquel Kopsová-Jonesová Abigail Spearsová 6–1, 3–6, [10–6] | Jamie Hamptonová Anna Tatišviliová     | Tamira Paszeková Michaëlla Krajiceková | Daniela Hantuchová Heather Watsonová Rebecca Marinová Andrea Hlaváčková     |
| 19. září | Hansol Korea Open Soul, Jižní Korea WTA International tournaments $220,000 – tvrdý – 32D/32Q/16Č              | María José Martínezová Sánchezová 7–6(7–0), 7–6(7–2)       | Galina Voskobojevová                   | Polona Hercogová Klára Zakopalová      | Věra Duševinová Dominika Cibulková Julia Görgesová Vania Kingová            |
| 19. září | Hansol Korea Open Soul, Jižní Korea WTA International tournaments $220,000 – tvrdý – 32D/32Q/16Č              | Natalie Grandinová Vladimíra Uhlířová 7–6(7–5), 6–4        | Věra Duševinová Galina Voskobojevová   | Polona Hercogová Klára Zakopalová      | Věra Duševinová Dominika Cibulková Julia Görgesová Vania Kingová            |
| 19. září | Guangzhou International Women's Open Kanton, ČLR WTA International tournaments $220,000 – tvrdý – 32D/32Q/16Č | Chanelle Scheepersová 6–2, 6–2                             | Magdaléna Rybáriková                   | Maria Kirilenková Čeng Ťie             | Taťána Lužanská Urszula Radwańská Petra Martićová Jarmila Gajdošová         |
| 19. září | Guangzhou International Women's Open Kanton, ČLR WTA International tournaments $220,000 – tvrdý – 32D/32Q/16Č | Sie Šu-wej Čeng Saj-saj 6–2, 6–1                           | Chan Chin-wei Sin-jün Chanová          | Maria Kirilenková Čeng Ťie             | Taťána Lužanská Urszula Radwańská Petra Martićová Jarmila Gajdošová         |
| 26. září | Toray Pan Pacific Open Tokio, Japonsko WTA Premier 5 tournaments $2,050,000 – tvrdý – 56D/32Q/16Č             | Agnieszka Radwańská 6–3, 6–2                               | Věra Zvonarevová                       | Viktoria Azarenková Petra Kvitová      | Kaia Kanepiová Marion Bartoliová Maria Kirilenková Maria Šarapovová         |
| 26. září | Toray Pan Pacific Open Tokio, Japonsko WTA Premier 5 tournaments $2,050,000 – tvrdý – 56D/32Q/16Č             | Liezel Huberová Lisa Raymondová 7–6(7–4), 0–6, [10–6]      | Gisela Dulková Flavia Pennettaová      | Viktoria Azarenková Petra Kvitová      | Kaia Kanepiová Marion Bartoliová Maria Kirilenková Maria Šarapovová         |

### Říjen
| Týden od  | Turnaj | Vítězky                                            | Finalistky                                 | Semifinalistky                         | Čtvrtfinalistky                                                                                              |
| --------- | --- | -------------------------------------------------- | ------------------------------------------ | -------------------------------------- | --- |
| 3. října  | China Open Peking, ČLR WTA Premier Mandatory tournaments $4,500,000 – tvrdý – 60D/32Q/28Č                   | Agnieszka Radwańská 7–5, 0–6, 6–4                  | Andrea Petkovicová                         | Flavia Pennettaová Monica Niculescuová | Caroline Wozniacká Ana Ivanovićová Maria Kirilenková Anastasia Pavljučenkovová                               |
| 3. října  | China Open Peking, ČLR WTA Premier Mandatory tournaments $4,500,000 – tvrdý – 60D/32Q/28Č                   | Květa Peschkeová Katarina Srebotniková 6–3, 6–4    | Gisela Dulková Flavia Pennettaová          | Flavia Pennettaová Monica Niculescuová | Caroline Wozniacká Ana Ivanovićová Maria Kirilenková Anastasia Pavljučenkovová                               |
| 10. října | Generali Ladies linz Linec, Rakousko WTA International tournaments $220,000 – tvrdý (h) – 32D/32Q/16Č       | Petra Kvitová 6–4, 6–1                             | Dominika Cibulková                         | Jelena Jankovićová Lucie Šafářová      | Daniela Hantuchová Jevgenija Rodinová Sorana Cîrsteaová Anastasia Rodionovová                                |
| 10. října | Generali Ladies linz Linec, Rakousko WTA International tournaments $220,000 – tvrdý (h) – 32D/32Q/16Č       | Marina Erakovićová Jelena Vesninová 7–5, 6–1       | Julia Görgesová Anna-Lena Grönefeldová     | Jelena Jankovićová Lucie Šafářová      | Daniela Hantuchová Jevgenija Rodinová Sorana Cîrsteaová Anastasia Rodionovová                                |
| 10. října | HP Open Ósaka, Japonsko WTA International tournaments $220,000 – tvrdý – 32D/32Q/16Č                        | Marion Bartoliová 6–3, 6–1                         | Samantha Stosurová                         | Čeng Ťie Angelique Kerberová           | Chanelle Scheepersová Petra Cetkovská Tamarine Tanasugarnová Ajumi Moritová                                  |
| 10. října | HP Open Ósaka, Japonsko WTA International tournaments $220,000 – tvrdý – 32D/32Q/16Č                        | Kimiko Dateová Čang Šuaj 7–5, 3–6, [11–9]          | Vania Kingová Jaroslava Švedovová          | Čeng Ťie Angelique Kerberová           | Chanelle Scheepersová Petra Cetkovská Tamarine Tanasugarnová Ajumi Moritová                                  |
| 17. října | Kremlin Cup Moskva, Rusko WTA Premier tournaments $1,000,000 – tvrdý (h) – 28D/32Q/16Č                      | Dominika Cibulková 3–6, 7–6(7–1), 7–5              | Kaia Kanepiová                             | Jelena Vesninová Lucie Šafářová        | Věra Zvonarevová Marion Bartoliová Světlana Kuzněcovová Věra Duševinová                                      |
| 17. října | Kremlin Cup Moskva, Rusko WTA Premier tournaments $1,000,000 – tvrdý (h) – 28D/32Q/16Č                      | Vania Kingová Jaroslava Švedovová 7–6(7–3), 6–3    | Anastasia Rodionovová Galina Voskobojevová | Jelena Vesninová Lucie Šafářová        | Věra Zvonarevová Marion Bartoliová Světlana Kuzněcovová Věra Duševinová                                      |
| 17. října | BGL Luxembourg Open Lucemburk, Lucembursko WTA International tournaments $220,000 – tvrdý (h) – 32D/32Q/16Č | Viktoria Azarenková 6–2, 6–2                       | Monica Niculescuová                        | Julia Görgesová Anne Keothavongová     | Iveta Benešová Anastasija Sevastovová Lucie Hradecká Bibiane Schoofsová                                      |
| 17. října | BGL Luxembourg Open Lucemburk, Lucembursko WTA International tournaments $220,000 – tvrdý (h) – 32D/32Q/16Č | Iveta Benešová Barbora Záhlavová-Strýcová 7–5, 6–3 | Lucie Hradecká Jekatěrina Makarovová       | Julia Görgesová Anne Keothavongová     | Iveta Benešová Anastasija Sevastovová Lucie Hradecká Bibiane Schoofsová                                      |
| 24. října | WTA Tour Championships Istanbul, Turecko Turnaj mistryň $4,900,000 – tvrdý (h) – 8D (ZS)/4Č                 | Petra Kvitová 7–5, 4–6, 6–3                        | Viktoria Azarenková                        | Samantha Stosurová Věra Zvonarevová    | Červená skupina Caroline Wozniacká Agnieszka Radwańská Bílá skupina Maria Šarapovová Li Na Marion Bartoliová |
| 24. října | WTA Tour Championships Istanbul, Turecko Turnaj mistryň $4,900,000 – tvrdý (h) – 8D (ZS)/4Č                 | Liezel Huberová Lisa Raymondová 6–4, 6–4           | Květa Peschkeová Katarina Srebotniková     | Samantha Stosurová Věra Zvonarevová    | Červená skupina Caroline Wozniacká Agnieszka Radwańská Bílá skupina Maria Šarapovová Li Na Marion Bartoliová |
| 31. října | Commonwealth Bank Tournament of Champions Bali, Indonésie Year-end championships $600,000 – tvrdý (h) – 8D  | Ana Ivanovićová 6–3, 6–0                           | Anabel Medinaová Garriguesová              | Sabine Lisická Naděžda Petrovová       | Marion Bartoliová Daniela Hantuchová Roberta Vinciová Pcheng Šuaj                                            |

### Listopad
| Datum           | Událost                                                  | Vítězky   | Finalistky | — | — |
| --------------- | -------------------------------------------------------- | --------- | ---------- | - | - |
| 5.–6. listopadu | Fed Cup by BNP Paribas, finále Rusko, Moskva – tvrdý (h) | Česko 3–2 | Rusko      |   |   |